# Viaduc de l'Anguienne
Le viaduc de l'Anguienne est un viaduc routier surplombant la vallée de l'Anguienne. Il appartient à la rocade est d'Angoulême. Les travaux ont commencé en 2001 et ils se sont achevés en 2004.

## Architecture
Le pont a été dessiné par l'architecte Charles Lavigne, qui a aussi réalisé les ponts de l'île de Ré et de Normandie.
Il consiste en deux demi-arcs se croisant à 15 m de hauteur, et dont les culées sont distantes de 25 m au sol.
Sa longueur est de 400 m, sa hauteur de 42 m et sa largeur de 12,2 m.

## Travaux
- 1999 - 2000 : études de définition
- mars 1999 : concours de maîtrise d'œuvre
- début 2001 : consultation des entreprises
- octobre 2001 : début des travaux
- 15 mars 2004 : fin des travaux
- juin 2004 : mise en service.
- 2022 : installation de grillages rigides le long du tablier

Le coût de construction a été de 12 000 000 euros.

## Environnement
Le viaduc enjambe la vallée de l'Anguienne, classée en ZNIEFF (Zone Naturelle d'Intérêt Écologique Faunistique et Floristique). Des précautions ont été prises lors des travaux (limitation de l'accès par la route touristique aux véhicules de chantier), et une intégration dans le site naturel a été réalisée, dont un écran absorbant et un enrobé anti-bruit. Un parc avec pièce d'eau a été aménagé au bord de l'Anguienne au pied du pont. La route dans la vallée a été aménagée en voie verte.
On peut entrevoir le viaduc et la vallée depuis les remparts d'Angoulême.
Un sentier d'interprétation permet de circuler au pied du viaduc et d'y découvrir les aménagements réalisés.

## Galerie photos

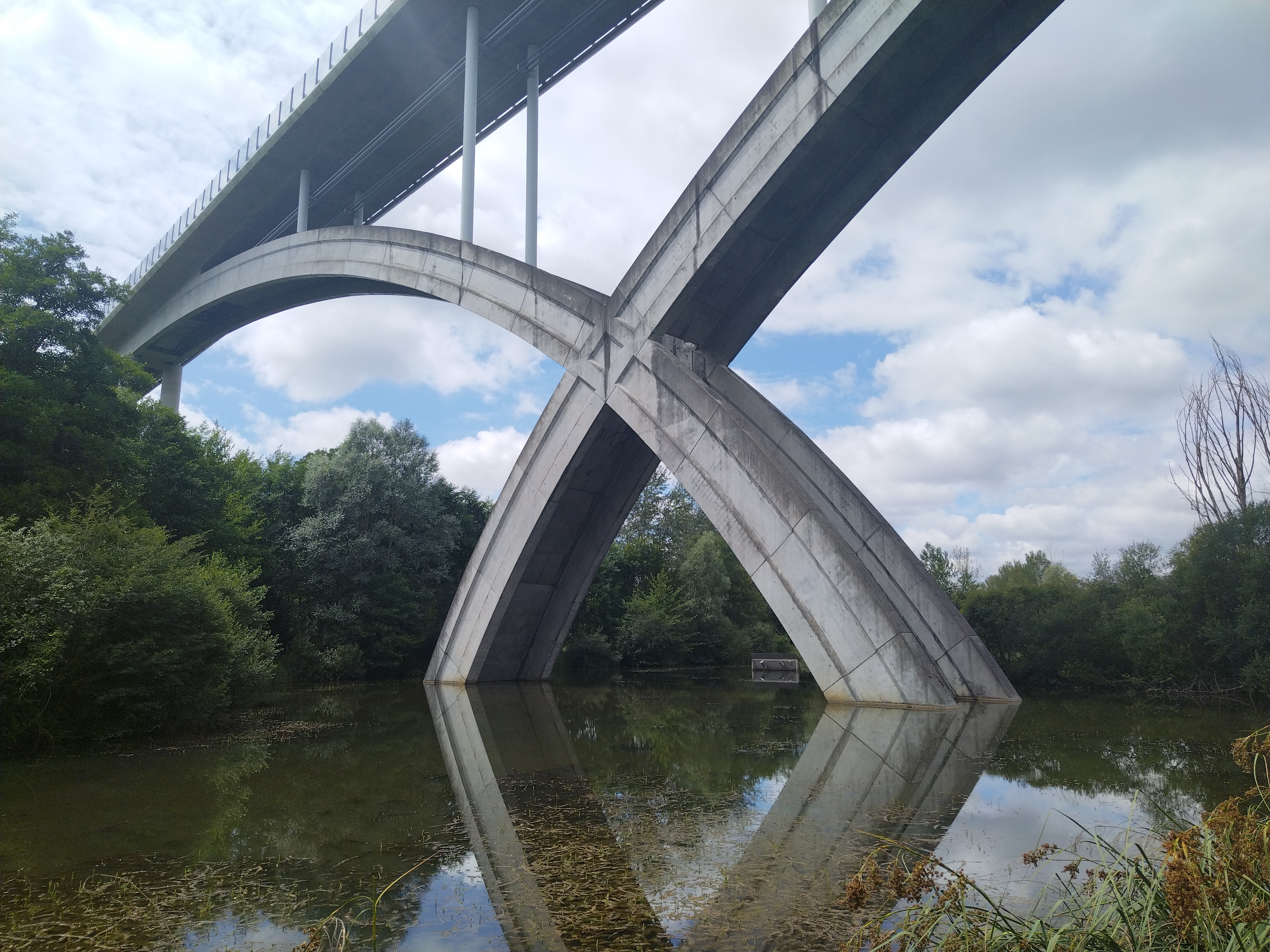
Détail de la croisée
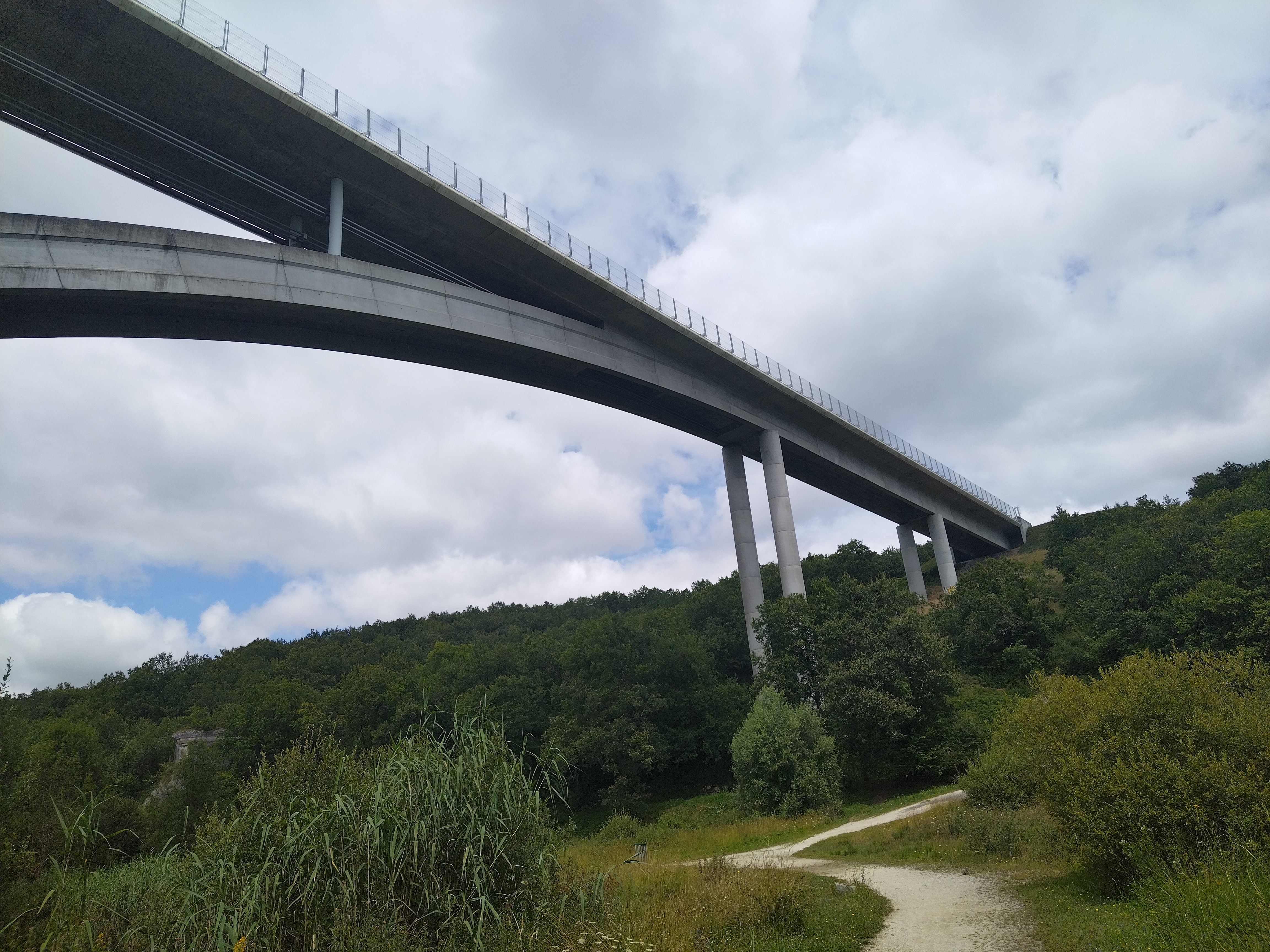
Vue du tablier depuis la voie verte